# 都市計画道路十三高槻線
都市計画道路十三高槻線（としけいかくどうろ じゅうそうたかつきせん）は、大阪市淀川区十三を起点とし、高槻市井尻を終点とする主要地方道大阪高槻京都線のバイパス道路（都市計画道路）である。

## 概要
渋滞の頻発する大阪高槻京都線の南側を平行して通るバイパス道路。人口密集地の北大阪地域を南北に縦貫する。1967年に都市計画決定し、決定から半世紀が経った2025年現在でも全通はしていない。1987年に大阪府が都市計画を制定した、十大放射三環状線計画にかわる「大阪府道路整備長期計画」（レインボー計画21）の7放射3環状軸の一角を成す。

### 路線データ
- 起点：大阪市淀川区十三
- 終点：大阪府高槻市井尻
- 延長：18.7km

## 歴史
- 1954年（昭和29年）
  - 1月20日 - 建設省（現・国土交通省）が主要地方道大阪高槻京都線を指定。
  - 6月10日 - 大阪府が主要府道大阪高槻京都線を路線認定。
- 1955年（昭和30年）10月18日 - 京都府が主要府道33号大阪高槻京都線を路線認定。
- 1967年（昭和42年） - 大阪府が都市計画道路十三高槻線を計画決定。
- 1987年（昭和62年） - 大阪府が「大阪府道路整備長期計画」を発表。京阪軸として計画に盛り込まれる。
- 1993年（平成5年）5月11日 - 建設省から、主要府道大阪高槻京都線が大阪高槻京都線として主要地方道に指定される[1]。
- 1994年（平成6年）4月1日 - 京都府が整理番号を33から14へ変更。
- 2014年（平成26年） - 都市計画道路十三高槻線のうち、阪急千里線と正雀川の地下を抜けるアンダーパスが完成[2][3]。
- 2019年（令和元年） - 都市計画道路十三高槻線のうち、終点の国道171号との合流箇所が整備される。
- 2025年（令和7年）6月8日 - 都市計画道路十三高槻線のうち、阪急京都線の上空を超えるオーバーパス部（吹田市吹東町 - 南正雀、0.5 km）が開通する[4][5]。

## 路線状況
都市計画道路十三高槻線のうち、現在供用されている部分は次のとおり。
- 西淡路5丁目から新大吹橋を経て摂津市学園町（中央環状線まで）
- 茨木市横江から高槻市前島5丁目（東檜尾川まで）
- 高槻市東天川5丁目から高槻市井尻（国道171号）終点

中央環状線以東から高槻市辻子（国道170号交点）までは片側2車線が確保されており快走路となっている。
なお、十三高槻線の計画では中央環状線・近畿道・大阪モノレールの上を通過する計画がある。また、高槻市内では都市計画道路牧野高槻線や高槻東道路との接続計画もある。

### 道路施設

#### 橋
- 新大吹橋
- 山田川橋梁
- 大正川高架橋
- 野々宮高架橋
- 玉島橋（安威川橋梁）
- 西面新橋
- 芝生大橋（芥川橋梁）
- 登町高架橋

#### 地下道
- 寿町地下道
- 正雀川地下道

## 地理

### 通過する自治体
- 大阪市淀川区
- 大阪府吹田市
- 大阪府摂津市
- 大阪府茨木市
- 大阪府高槻市

### 交差する道路
- 国道479号（大阪高槻京都線重複）（吹田簡裁前）
- 大阪府道151号相川停車場線（吹田市内本町）
- 大阪府道147号正雀一津屋線（摂津市正雀）
- 大阪府道2号大阪中央環状線（北大阪流通センター）
- 大阪府道15号八尾茨木線/143号沢良宜東千里丘停車場線（島1丁目）
- 大阪府道19号茨木寝屋川線（野々宮2丁目）
- 大阪府道133号鳥飼八丁富田線（南目垣2丁目）
- 大阪府道138号三島江茨木線（西面大橋西）
- 大阪府道139号枚方茨木線（唐崎西）
- 大阪府道16号大阪高槻線（唐崎北2丁目）
- 国道170号（枚方亀岡線重複）（辻子）
- 大阪府道17号枚方高槻線（高槻市東天川）
- 大阪府道125号安満前島線（高槻市道鵜町）